# Río Liúlej
El río Liúlej (en ruso: Люлех) es un río del óblast de Ivánovo, en Rusia. El Liúlej es un afluente principal por la izquierda del Teza de la cuenca hidrográfica del Volga.

## Geografía
Tiene una longitud de 60 km y su cuenca es de 613 km².
Discurre por la pueblo de Palej.

### Principales afluentes
(distancia en km desde la boca)
- 18 km: Río Petrovca (iz.)
- 24 km: Río Mátnia (der.)
- 37 km: Río Pálexca (iz.)
- 39 km: Río Kúromza (iz.)